# Ilinci
Ilinci (cyr. Илинци) – wieś w Serbii, w Wojwodinie, w okręgu sremskim, w gminie Šid. W 2011 roku liczyła 804 mieszkańców.